# 強襲魔女
《強襲魔女》是Project Kagonish原作、插畫家島田文金負責插畫、角川書店企劃的跨媒體平台作品，以及依此改編的動畫、漫畫、小說、遊戲等。島田文金亦不時會做出一些和此系列相關的同人物，例如尚未出現於相關系列作的世界各國的魔女們。

## 概要
《強襲魔女》是島田文金於《月刊Comp-Ace》創刊號開始連載、將世界大戰的陸空兵器萌擬人化為機械少女的插畫專欄企畫，並且在2006年出版的小說後記中提及跨媒體製作企劃。然而在2007年OVA發行時，同年島田參與角色原案設計的《天翔少女》已先一步電視動畫化。與《天翔少女》不同，利用名為「戰鬥腳」的機械裝置翱翔天際，是島田始終延續的主體特色。此外，在這個世界中人們可以使用魔法，戰鬥服結合軍服與日常穿著的設計，這也是島田的設計特色，與《天翔少女》的設定理念正好對稱。
OVA發行後，隸屬GONZO旗下關係企業的GDH因經營不善而修正動畫製作的方針，相關商品的販售也屢經波折。終於在2007年1月1日推出結合角色模型與畫集的，於虎之穴限量發售。此後一年幾乎沒有任何動作，於2007年12月發表動畫化企畫，2008年7月3日開始播放電視動畫。漫畫版也隨後於《Comp-Ace》2008年3月號再度連載，2009年1月號完結。
電視動畫版獲選2008年（第12回）文化廳媒體藝術祭審查委員會推薦作品動畫部門／長篇（劇場版、電視動畫、OVA）。在DVD第六卷及動畫官方網站發表了第二季的製作，於2010年7月開始播放。
預定販售NDS、PS2、XBOX360等平台的遊戲。2012年3月劇場版上映。2016年3月1日釋出新一季PV，於2016年秋季播放新改编电视动画，命名为《无畏魔女》，故事內容將會講述502中隊。但由于受制作进度影响，播放到第三话后宣布停播一周，以强袭魔女OVA代替。
電視動畫第3期《強襲魔女 通往柏林之路》（ストライクウィッチーズ ROAD to BERLIN）於2020年10月7日開始播放。

## 故事簡介
那是與我們的地球相似，存在著魔力的世界。二十世紀初，突然出現的敵人「涅洛伊（異形軍）」，以壓倒性的武力與瘴氣的污染大舉入侵。人類將唯一的希望寄託在能夠驅動魔力機械裝置「飛行腳」和「翱翔內褲」、具有魔力的「魔女」們身上；而從世界各國齊集的她們，被稱為「強襲魔女」。

### 小說版「索穆斯沒人要中隊系列」
1939年，歐洲大陸面臨異形軍侵略的危機，遠離歐陸戰場的扶桑皇國決定派遣陸海軍的魔女援助歐洲。在皇國近海異形軍襲擊事件「扶桑海事變」中聲名大噪、一躍成為國民英雄的魔女穴拭智子，十分期待自己能被派遣至卡爾斯蘭。然而，就任的目的地是歐洲最北境的索穆斯，同伴盡是表現不佳、被各自祖國如同資源回收般送到這裡、實力與幹勁都低人一等的魔女。集結各國問題兒童、被戲稱「沒人要中隊」的「索穆斯義勇獨立飛行中隊」，究竟要如何抵擋異形軍的威脅？

### 動畫版
1944年，歐洲大陸已殆半淪陷，世界各國紛紛為此籌備反攻作戰計畫。集結各國素質優異的年輕魔女，聯合軍第501統合戰鬥航空團「STRIKE WITCHES」就此成立。在這之中，扶桑皇國出身的宮藤芳佳，因為稀有的強大魔力潛能而被501航空團教官坂本美緒相中。儘管最初因父親之死而相當排斥參與戰爭，芳佳在領悟自己的能力可以用來拯救受戰火波及的人們以後，帶著父親遺留的飛行腳，加入為人類戰鬥的行列……

## 用語
機械化航空步兵（STRIKE WITCHES）
由「魔女」組成的對異形軍戰鬥部隊。
穿著魔力驅動的「飛行腳（航空用戰鬥腳）」，能夠輕鬆舞動常人難以搬運的槍械，構築魔法陣展開屏障，在異形軍釋放的「瘴氣」裡行動自如。
身為軍人，理當穿著軍服。為了便於裝卸飛行腳，軍服雖然上衣造型保持不變，腰部以下通常是女用內褲般的「褲子」。扶桑皇國海軍的軍服，是校園泳裝樣式的連身衣，搭配水手服或士官服；皇國陸軍則融合了巫女裝束與輕便鎧甲，一如小說版主角穴拭智子的穿著。附帶一提：對本作的人們而言，這是再自然不過的衣著，並不會感到難為情。
再者，由於使魔的影響，魔女在使用魔力時，會長出與該使魔外觀特徵一致的耳朵與尾巴。為了不妨礙尾巴活動，魔女通常選擇低腰的褲子，校園泳裝式的連身衣則會添加讓尾巴露出的開口。
魔女必須通過飛行適性測驗，具有最低程度的飛行能力才能成為航空步兵，因此人數十分稀少。
魔女
可以運用魔力、靈活操作戰鬥腳的少女們的總稱。
一般情況下，魔力頂多只能讓極小質量的物品略微浮空；穿上飛行腳，卻能藉由魔力增幅而發揮各種能力。在能使用魔力的人類中，容姿姣好的女性佔絕大多數。魔力在青少年時期到達巔峰，此後便隨年紀增長而逐漸衰退，通常在成年時喪失（當然也有特例，如動畫版宮藤一族般終其一生都具有魔力的女性）。其中也有即使無法再度張開魔法屏障，也要與異形軍戰鬥，以戰士身分結束生命的女性。
魔女的軍旅生涯十分短暫，宛如曇花一現，對她們抱持憧憬的人絕非少數，男性自願擔任器材整備者時有所聞。將魔女們視為「女性」的男性軍人所在多者，尤其羅馬涅公國的軍人向來我行我素，引發了不少「問題」。魔女從軍之際便授予軍曹軍銜，為的就是讓男性軍人將她們單純地視為「上司」。
劇場版中提及，魔女在太古以來一直作為先鋒與異種存在戰鬥。
使魔
協助魔女控制魔力的存在。
外形與一般動物無異，智能與人類相當、具有交談能力。魔女在使用魔力時，會長出與使魔一致的耳朵與尾巴，還能得到該使魔種類的動物特性（例如兔子聽力極佳、貓科具有夜視能力等等）。魔女必定與一名使魔締結契約，契約儀式為使魔主動碰觸魔女的臀部。
戰鬥腳
以魔力驅動「魔導引擎」的機械裝置。
只要穿上這個，即使未受過特別訓練的魔女，也能獲得飛行、強化運動機能、施展防禦魔法等特殊能力。基本運作由魔導引擎控制，在使用者能力範圍內發揮機能。依用途分為航空型（飛行腳）和陸戰型（步行腳），相當於真實世界的飛機與戰車。
動畫版中提及，開發航空用戰鬥腳的正是宮藤芳佳的父親，宮藤一郎博士。與過去機型採用的設計截然不同，他的魔導理論是讓使用者自然的「穿上」戰鬥腳。測試試作型機能的魔女，正是當時仍年幼的坂本美緒。此外，戰鬥腳亦能經由拆卸而達到輕巧收納的效果，坂本美緒在受傷返回扶桑之際，便將其收納於輪椅中。
涅洛伊（異形軍）
1939年突然出現在世界各地，真面目與目的皆不明的謎樣軍隊。
外形如同飛機或陸上武器，具有一瞬間破壞大型建築物的壓倒性攻擊力，散佈的強力瘴氣讓一般士兵只能以遠距攻擊對抗。大地一旦遭瘴氣覆蓋，金屬將被吸收殆盡，牠們利用這些資源進一步生產武器，這些土地則再也不適合人類居住，導致數個國家瀕臨毀滅。所幸牠們厭惡渡水一事，人們便以河川、海洋作為天然防衛線，竭力抵抗牠們的侵略。
種類從小型到極大型都有。具有同化四周金屬、自我再生的能力，因此一般武器難以將之破壞。弱點是魔力類型的攻擊，附加魔力的子彈、刀劍，可以減弱牠們的再生能力。利用這一點，研發尺寸適合步兵攜帶的兵器（例如機關槍），由魔女們進行魔力攻擊，便能給予百分之百的傷害。只要破壞異形軍所謂「核」的關鍵部份，便能使其無力化、崩解。
小說版中似乎具有學習能力，逐年改良、大型化，最後甚至出現「仿魔女異形軍」。此外，小說版的攻擊方式為實彈，動畫版則是雷射光束般的光學武器。
關於異形軍的目的，小說版中被描寫為單純的「侵略」，動畫版在1939年出現「巢」時並沒有任何動作，直到人類派遣戰鬥機飛入巢中，才以兵器反擊、開始侵略行動。與芳佳接觸的仿魔女異形軍，不但主動出示自己的核，還和平地讓她進入巢中；對於明顯保持敵意的坂本，則毫無遲疑的進行反擊。基於以上事實，異形軍可能並非單純為「侵略」而行動。
魔導引擎
增幅魔女的魔力，並轉換為機械運轉能量的引擎。OVA版為球體，動畫版則近似於真實世界的飛行引擎。
十六世紀，不列顛尼亞的魔女詹美·瓦特發明了以蒸汽機增幅魔力的「魔導機」。1903年12月，利比里昂的萊特姊妹，以「動力式飛行機械」增幅魔力，成功達成世界首次的單獨飛行。到了動畫版所處的時代，飛行腳的驅動器已廣泛運用，譬如夏洛特在陸上競速時所使用的摩托車。此外，與現實世界相同結構的蒸汽機、內燃機亦同樣存在，普及於一般人使用的飛機、汽車、船艦、鐵道車輛等。
聯合軍統合戰鬥航空團
在戰事頻仍的區域成立，由世界各國優秀魔女組成的戰鬥航空團。
率先成立的，是不列顛尼亞聯邦的第501統合戰鬥航空團「STRIKE WITCHES」，其它譬如漫畫版出現的羅馬涅公國第504航空團，或者東部戰線的502、503，烏拉地區的505，以及索穆斯的507。動畫第三季，負責卡爾斯蘭及高盧地區前來支援作戰的506團。
小說版於1939年索穆斯成立的索穆斯義勇獨立飛行中隊，由各國不同人種合力達成的戰果，獲得各國軍方的高評價。然而在統合戰鬥航空團草創時期，各國都因派出本國精英至他國作戰一事而猶豫，實現上困難重重。當時的不列顛尼亞空軍上將雨果·道丁，給予索穆斯義勇獨立飛行中隊相當高的評價，趁著各國優秀魔女為了執行卡爾斯蘭、高盧、奧斯特馬克三國撤離至不列顛尼亞的國民大撤退作戰「發電機作戰」，而集結於不列顛尼亞的時機，向邱吉爾首相積極進言，最後終於首度成立聯合軍統合戰鬥航空團，亦即第501「STRIKE WITCHES」。
直到第501部隊的成果獲得他國認同，其他聯合軍統合戰鬥航空團的提案才被正式採用。索穆斯義勇獨立飛行中隊也終於正式升格為第507聯合統合戰鬥航空團。

### 地理
故事中的世界，與1930－1940年代的真實世界大致相同。地理上雖也與真實世界相近，相當於美洲大陸的利比里昂大陸形狀差異甚大，相當於中國的位置以及中東伊朗、伊拉克一帶則因「異變」發生而沒有陸地，取而代之是巨大的海灣。動畫版中，這些地區的現況則與真實世界相同。
帝制卡爾斯蘭（Karlsland）
歐洲中部的大國，原型為德意志第二帝國。
很早便開始與異形軍的戰鬥，具有堪稱歐洲最強的陸軍。本次大戰中，也被視為人類聯合陣營的主要核心戰力。然而，在動畫版開始的時間點，絕大部份的國土已淪陷，大部分國民、皇室、科技人才與工業被迫遷移至南利比里昂大陸的新．卡爾斯蘭。因為是隨時處於備戰狀態的軍事國家，軍人地位崇高。具有團結的民族性，再加上現今皇帝腓特烈四世喜愛新事物，生產了為數眾多的高性能武器。
不列顛尼亞聯邦（Britannia）
歐洲西部的島國，原型為英國。
自古海上貿易發達，幾乎獨占了大西洋至印度洋的貿易。過去常因貿易利益而與扶桑皇國發生衝突，如今成為關係密切的同盟國家。具有世界第一的海軍，然而主要戰力為戰艦，航空步兵用的航空母艦數量相當稀少。以多佛海峽與歐洲本土遙遙相望，如今是歐洲人類聯合陣營的反攻據點。
扶桑皇國（Fuso）
歐亞大陸東方島國，原型為大日本帝國。
不同於真實世界的日本，安土時代以來不曾鎖國，積極發展海上貿易。幾乎獨占太平洋至印度洋的貿易，與不列顛尼亞並稱為海洋大國。安土時代於太平洋海域發現新島嶼（扶桑名：南洋島），占地廣大且無人居住，如今已成為扶桑重要的資源供給處。由於貿易上的需求，高度加工原料的技術發達，大量生產小型而高價值、品質值得信賴的工業產品。海上防禦方面，除了一般海軍外，同時具有為數眾多的航空步兵用航空母艦。
過去曾有異形軍在領海展開中度規模侵略之事件，而在同時、扶桑成功研發出飛行腳試作型，穿著飛行腳的魔女們得以阻止異型軍的侵略。此一事件被稱為「扶桑海事變」，這天也成為人類首度戰勝異形軍的紀念日。
利比里昂合眾國（Liberion）
北利比里昂大陸中部國家，原型為美國。
融合諸多民族，有如世界縮圖的國家。隨著工業化發展，具有自豪的生產力。廣大領土得以自給自足，再加上國土遠離歐洲戰場，成為歐洲戰線的軍事物資供給來源。
羅馬涅公國（Romagna）
位於歐洲南部半島的西南部，原型為義大利王國。
參與黑海、地中海一帶的戰線。自古以來猶如魔女養成學校的神殿林立，優秀魔女人才輩出。然而國民大多奉行個人主義，因此並不適合進行集體作戰。此外由於國民天性熱情，男性國民與魔女間發生曖昧關係的傳聞，在世界各地層出不窮。魔女的軍銜最低自軍曹開始，有一說便是為了阻止此類事端。目前嚴守阿爾卑斯山脈防衛線，與鄰國高盧的異形軍激戰頻傳。
歐拉西亞帝國（Orussia）
歐洲最東部的國家。原型為俄羅斯帝國。
在異形軍侵略之下，政體分裂為烏拉河以東及中東地區。接受扶桑皇國支援後，成為東部戰線主要戰力。
奧斯特馬克（Ostmark）
歐洲東南部的多民族國家，原型為奧匈帝國。
長期作為與異形軍作戰的緩衝地帶，善用喀爾巴阡山脈地利築出防禦線，彌補國家本體保衛能力低下的缺點。過去由各國援軍組成國境監視部隊長期駐留，等待反擊佳機。然而本次大戰中首先遭異形軍侵略，國土戰火蔓延。
高盧（Gallia）
歐洲中央西部的國家，原型為法蘭西第三共和國。
農業大國，軍事戰力與戰爭意願都不高，本次大戰開戰之初負責歐洲戰線的糧食補充，然而現在除了南方一小部份外，絕大部份國土已經淪陷。當時高盧政府無法如卡爾斯蘭般有系統的撤退，形成了多個流亡政府，四散於希斯帕尼亞、不列顛尼亞、科西嘉島甚至南利比里昂。
動畫版結束於1944年9月，由於聯合軍第501統合戰鬥航空團「STRIKE WITCHES」的活躍，境內異形軍確認完全消滅，高盧重返人類懷抱。
索穆斯（Suomus）
北歐小國，原型為芬蘭。
北部歐洲戰役之最前線。人口稀少，軍隊武力也極為貧弱，然而魔女優秀者眾，加以各國提供援軍及軍事物資，得以抵擋異形軍攻勢。
威尼西亞公國（Venezia）
歐洲南部半島的東北部，鄰近亞德里亞海的國家，原型為威尼斯共和國。
身處地中海貿易樞紐，雖然同樣以海上貿易立國，在不列顛尼亞、扶桑勢力擴大後國力漸衰。即使如此，仍擁有優秀的海軍戰力，成為歐洲黑海、地中海一帶最強的戰力。
伊斯帕尼亞（Hispania）
位於歐洲西部伊比利半島的國家，原型為西班牙王國。
高盧遭異形軍侵略時，因國境有庇里牛斯山而倖免於難，高盧流亡政府其中之一便是流亡至此。
赫爾維希亞（Helvetia）
歐洲中部的多山國家，原型為瑞士。
以阿爾卑斯山脈作為天然要塞，構成威尼西亞、羅馬涅軍於歐洲南方的防衛線。
法拉威蘭（Faraway Land）
利比里昂大陸北部的不列顛尼亞聯邦加盟國，原型為加拿大自治領。
不列顛尼亞的聯邦國之一，此地出身的魔女大多參與歐洲本土戰事。另一方面，未能進入不列顛尼亞航空步兵訓練設施的人們，則多選擇接受此國的魔女訓練，再加入不列顛尼亞軍。
阿非利加（Africa）
隔著地中海與歐洲南北相望的廣闊大陸，原型為非洲。
圖卜魯格，昔蘭尼加（原型為利比亞王國）最大的港口都市。目前是不列顛尼亞、卡爾斯蘭、羅馬涅「人類聯合軍阿非利加軍團」的軍事據點。於哈法雅隘口進行激烈攻防戰。

### 人類聯合軍武器

#### 飛行腳
零式艦上戰鬥腳
使用軍隊：扶桑皇國海軍
主要使用者：宮藤芳佳、坂本美緒、迫水遙、竹井醇子
扶桑皇國的主力飛行腳。長續航時間以及高運動性為其特徵，魔力量較少的魔女也能使用，對身體的負擔也較小。如果交由經驗豐富的魔女操作，其運動性能可以得到相當優異的戰果。缺點是防禦力低下，擊中很可能造成致命傷，對於空戰技術未臻成熟的新人魔女而言生還率過低。特別是在不需長時間活動、要求高攻擊力與高防禦力的歐洲空戰中，其弱點更加明顯。目前正急於開發後繼機種。
本次大戰開始之初，首批前往索穆斯戰線的歐洲派遣部隊，使用了試作型的十二試艦上戰鬥腳。由於成果良好，制式採用魔導引擎自「瑞星」更換為「榮12型」的十一型。之後，考慮運用於航空母艦時翼端的折疊（航空母艦內的狹窄通路，造成魔女裝備飛行腳時的移動阻礙），而正式量產二十一型，成為海軍的主力機型。接著魔導引擎改為威力提升的「榮21型」，犧牲續航時間換取攻擊力、防禦力及機動性，是為三十二型，此後再開發航空母艦用的二十二型。
原型為大日本帝國海軍三菱零式艦上戰鬥機。
紫電改
使用軍隊：扶桑皇國海軍
主要使用者：坂本美緒
扶桑皇國最先進的戰鬥腳，比零式戰鬥腳的引擎有極大的輸出。做為繼承零式的下一代主力戰鬥腳。前往歐洲救援的坂本美緒所使用的是五三型（紫電改五）。
原型為大日本帝國海軍川西航空機紫電改。
震電
使用軍隊：扶桑皇國海軍-?
主要使用者：宮藤芳佳
原型為大日本帝國海軍海軍航空技術廠，九州飛行機震電。
究極馬林 Spitfire
使用軍隊：不列顛尼亞空軍
主要使用者：莉涅特·畢曉普、伊莉莎白·F·貝林、威瑪·畢曉普
不列顛尼亞聯邦代表性的飛行腳。基本設計非常優秀，經過諸多改良後，本次大戰開戰至終戰皆活躍於第一線。續航時間短，但這對於以防空戰為主的不列顛尼亞而言並非太大的問題。
機型的變化相當多，插畫專欄為1941年當時量產型的MK. II，小說版是搭載馬林45魔導引擎的MK. V，動畫版則是具備馬林60引擎、性能提升的MK. IX。其中MK. IX對新人而言操作上較無困難，且基本性能較高，與MK. V同時大量生產，成為大戰中的主力飛行腳。
原型為英國空軍超級馬林 Spitfire。
高盧國營航空工廠 VG.39
使用軍隊：高盧空軍、自由高盧空軍
主要使用者：佩琳·克洛斯特曼
高盧國營航空工廠開發的飛行腳。以宮藤博士的研究成果為基礎，將開發途中的飛行腳改良為VG.33，然而因異形軍進攻高盧而中止於試作階段，未能應用於實戰上。高盧淪陷後工廠遷至伊斯帕尼亞，將VG.33出力不足的古德拉（Quadra）12Y-31引擎，取代為強力的12Y-89引擎後完成VG.39。這個機體在出力上提升1.4倍，速度及機動性也大幅改善。機體的測試主要由佩琳·克洛斯特曼進行，成果良好。
然而由於該工廠生產能力不足，高盧的魔女多半不使用VG系列機型，而多採用不列顛尼亞或者利比里昂供應的飛行腳。說起來稱算是待遇不佳的飛行腳，不過雖然基本性能不差、續航時間卻短，是相當考驗使用者操作技術的機體。
原型為法國空軍阿森納國營航空工廠 VG.39。
法羅特 G55 Centauro
使用軍隊：羅馬涅空軍
主要使用者：佛蘭切斯卡·魯基尼
結合羅馬涅製機體、以及卡爾斯蘭製引擎，可說是混血的飛行腳。
原本羅馬涅公國並沒有開發魔導引擎的打算，是因為防禦阿爾卑斯山脈一帶的軍隊，以卡爾斯蘭軍佔多數，常常必須整備、修繕他們的飛行腳，才會將既有的羅馬涅製機體，嘗試搭載卡爾斯蘭製DB 601魔導引擎。結果成功開發出MC.202 Folgore。
之後，當更強力的DB 605引擎成功研發之際，羅馬涅也著手開發搭載此引擎的飛行腳。不但將MC.202發展成MC.205，法羅特社更製造出空戰能力更優秀的G55機體。G55被命名為Centauro（即神話中的半人馬），並得到正式採用。然而儘管性能極為優異，公國軍也予以高度期待，生產方面卻遲遲沒有進展。自卡爾斯蘭輸入的DB 605引擎數量不足，獲得專利生產的同型引擎法羅特RA1050RC58 Tifone也太晚完成，因此完成的機體只作為一部份王牌戰鬥員的專用機。
原型為義大利空軍飛雅特G55 Centauro。
北利比里昂 P-51
使用軍隊：利比里昂陸軍
主要使用者：夏洛特·E·葉格
為了彌補歐洲戰線的飛行腳生產不足，不列顛尼亞協助北利比里昂公司進行飛行腳的生產。當時不列顛尼亞掌控了利比里昂的機體生產核可，該社仍然果敢的選擇自行延發一途，而在計畫成立的九個月後完成試作機。
最初由於魔導引擎的問題而性能不足，在換上與Spitfire相同的馬林引擎後問題迎刃而解。一舉躍身成為兼具高速、長續航時間、高性能的優秀機體。此後取得在利比里昂生產馬林引擎的許可，量產派卡德V-1650引擎。於是先後完成P-51B型、C型機體，接著是改變機體形狀使性能再進一步提升的D型決定版。D型改善了魔力分配的效率，也能因應戰場需求、結合其它零件而再升級。
原型為美國陸軍航空隊北美航空P-51
梅塞沙爾夫 Bf109
使用軍隊：卡爾斯蘭空軍、索穆斯空軍
主要使用者：明娜·迪特琳德·威爾克、歌爾特露特·巴克霍隆、艾莉卡·哈特曼、漢娜·尤絲緹娜·馬爾塞尤、艾拉·伊爾瑪塔·尤蒂萊南、艾爾瑪·雷沃南、米卡·艾霍寧、妮卡·艾德沃汀·卡塔雅南
梅塞沙爾夫公司製作的飛行腳。是世界最有名的戰鬥腳之一，大戰時期卡爾斯蘭空軍的主力機種。
原型為德國空軍梅塞施密特 Bf109。
MiG 60
使用軍隊：歐拉西亞陸軍
主要使用者：桑妮亞·V·利特維亞克
歐拉西亞帝國米高揚‧格列維奇設計局開發的第一台飛行腳。
無參考原型，是完全的架空機體。（雖說如此，但當代的蘇聯戰機設計，均有類似的外型結構，因此原型可能包括MiG-1、MiG-3、Yak-1 甚至美國軍援蘇聯的 P-39等各類設計）
Me262V1
卡爾斯蘭所製做的測試機。採用噴射式引擎，負重量與速度明顯比螺旋槳機體更好，不過會消耗大量魔力。目前測試機已經損壞並且被回收。
原型為德國空軍梅塞施密特Me 262。

#### 航空武器
Warlock
人類聯合軍秘密開發的噴射式可變形無人航空兵器，並計劃以此取代魔女，動畫版第10話中首次登場。
以異形核心為動力，能展開比魔女更高防禦力的屏障。
武裝為雷射炮1門，具有一擊擊破異形的威力，另有大口徑機關槍4門。
第11話末被感染成為異形。
第12話被莉涅特·畢曉普擊落後與之前被其擊沈之赤城融合；最後由宮藤芳佳、莉涅特·畢曉普及佩琳·克洛斯特曼飛進內部破壞其巨大核心將其擊破。

#### 扶桑皇国軍（動畫版）
赤城號航空母艦
扶桑皇国海軍的航空母艦。史實的近代化改換裝飾後的身影，塗裝以前偷襲珍珠港事件，飛行甲板在中途島海戰時巨大的太陽旗也有被繪畫，沒有包含艦載機零戰。在動畫版第1期第1・2・8・11・12話登場。
陽炎型驅逐艦
扶桑皇国海軍的主力驅逐艦。在動畫版第1期第1・2話登場。護衛赤城號而用6艘艦隊組成，共同到不列顛尼亞聯邦，由於異形軍的強襲令雪風以外的艦隊擊沉或行動不能。在动画第1话接近结尾处，可以看见写有天津风的船身。第2话中可以看到雪風在炮火中屹立不倒...
零式艦上戰鬥機
扶桑皇国海軍的主力戰鬥機。第2期第8話與大和號一樣是派歐艦隊的搭載機被異形軍擊墜。
九六式艦上戰鬥機
扶桑皇国海軍的主力戰鬥機。在動畫版第1期第1・2話登場。被搭載在赤城號，為了迎擊異形軍而出擊，但全部被擊落。原型為大日本帝国海軍的九六式艦上戰鬥機。
九五式小型乘用車
扶桑皇国開發的四輪驅動軍用車輛。動畫版第1期第1話美緒在尋找芳佳的時候，副官的圭助在行動時使用。
二式飛艇
扶桑皇国海軍的大型飛行艇。在第2期時登場。美緒和芳佳去歐洲時所使用。通稱「二式大艇」。
大和號戰艦
扶桑皇國海軍作為王牌的存在而建造的戰艦。在第2期時登場。史實為1944年後的對空武器裝備加強型的身影出現。
高雄號重巡洋艦
扶桑皇国海軍的重巡洋艦。在第2期時登場。
秋月級驅逐艦
扶桑皇国海軍的驅逐艦。
伊號第四〇〇潛艇
扶桑皇國海軍最大級的潛水艇。
天城
赤城的同型艦。史實為因關東大地震重創而被遺棄的未完成戰鬥巡洋艦。

#### 不列顛尼亞軍（動畫版）
劍魚
不列顛尼的Shirufi公司開發的複葉的魚雷轟炸機。
英王喬治五世級戰艦
2期第10話登場。

#### 卡爾斯蘭軍（動畫版）
Ju 52運輸機
卡爾斯蘭軍的主力輸送機。在動畫版第1期第6話美緒與明娜、芳佳從司令部回到魔女基地的時候使用。第2期第4話烏蘇拉來訪問基地時使用，第10話在501部隊運送明娜和馬爾塞尤的機體。
俾斯麥級戰艦
裝備47口徑15英吋砲聯裝4座8門是卡爾斯蘭海軍最大的戰艦。動畫版第2期第8話中的戰艦「大和」為旗艦的扶桑皇國家聯合艦隊，第10話中的「維托里奧·維內托」級戰艦，「英王．喬治五世」級戰艦都採取著艦隊行動。

#### 威尼西亞公國海軍（動畫版）
維托里奧·維內托級戰艦
加富爾伯爵級戰艦
薩拉級重巡洋艦

#### 威尼西亞公國空軍（動畫版）
MC.202戰鬥機
在圖拉真作戰中，第504統合戰鬥航空團的魔女合戰，嘗試與人型異形軍接触往復式戰鬥機。史實是由意大利末期開發的戰鬥機。只是短短的距離，已成為羅馬涅的主力戰鬥機。

#### 人類聯合軍（小説版）
飛艇
歐洲的人員、物資等運輸的航空方法之一。
JU88
卡爾斯蘭製的轟炸飛艇。全長75m，寬25m和大型、2t也能搭載炸彈，飛行速度慢，飛行高度也只能高3000m，容易被當作對空炮火等目標必須確保制空權。
卡爾斯蘭・福特
歐洲各地使用的卡爾斯蘭製的軍用車輛，在堅固方面有一定的評價。本編以「破爛的卡爾斯蘭・福特」來表示。

#### 利比里昂軍（小説版）
列星頓號航空母艦
利比里昂海軍的戰艦改裝的航空母艦。在佛羅里達海上組成魔女部隊進行訓練。

### 異形軍武器

#### 航空武器（小說版）
拉洛斯
外形如同艦上戰鬥機的主力戰鬥機。
拉洛斯改
拉洛斯的改良機型，包覆防彈裝甲、旋回性能提升。
克法拉斯
中型轟炸機。
圖波列夫
大型轟炸機。
迪奧米帝亞
足足有克法拉斯三倍大的超大型推進型轟炸機，具有四個巨大引擎、飛行中發出令人不安的排氣聲，全身覆以防彈裝甲並裝載有大口徑機關槍，人們稱此恐怖的敵人為「兇惡白鯨」。所有機關槍同時發射時，即使魔女的屏障也撐不了多久。

#### 陸上武器（小說版）
人型武器
外型近似於人類的步兵武器，進行對空砲台的操作等等。
多足戰車
搭載砲塔的方形車身，乍看之下很像戰車、但是沒有履帶，取而代之的是昆蟲般的步行腳。大小是一般戰車的四倍，每邊長20公尺的車身以及10公尺左右的步行腳。主砲口徑與巡洋艦的相當，還有如同刺蝟般、全方位裝載的機關槍基座。是異形軍的主要陸上武器。
吉格拉特
以巨大建築物為主體，具有步行腳的移動要塞。裝載了全方位的機關槍、數門大砲、甚至還有對空火箭砲。建築物本身包覆了防彈裝甲，除非以大砲進行轟炸、或者由內部進行攻擊，否則實在難以擊敗。

#### 航空武器（同人誌版）
飛行杯（Flying Goblet）
如名稱般，具有三隻腳的杯狀飛行物體。懸停時由下方機關槍進行掃射。
希耶拉克斯
阿非利加戰線出沒的飛行型異形軍。空戰性能低劣，可以輕鬆對付。是只以數量取勝的煩人存在。
克里頓
具有流線機體的高速型異形軍。空戰性能遠遠優於希耶拉克斯，是魔女的強敵。

## 動畫

### 強襲魔女

#### 製作人員
|                      | OVA第1作                    | TV第1期                     | TV第2期                     | 劇場版                      | OVA第2作                    | TV第3期                                                      |
| -------------------- | --------------------------- | --------------------------- | --------------------------- | --------------------------- | --------------------------- | ------------------------------------------------------------ |
| 原作                 | 島田文金 & Projekt Kagonish | 島田文金 & Projekt Kagonish | 島田文金 & Projekt Kagonish | 島田文金 & Projekt Kagonish | 島田文金 & Projekt Kagonish | 島田文金 & Projekt Kagonish                                  |
| 角色原案             | 島田文金                    | 島田文金                    | 島田文金                    | 島田文金                    | 島田文金                    | 島田文金                                                     |
| 導演                 | 杉島邦久                    | 高村和宏                    | 高村和宏                    | 高村和宏                    | 高村和宏                    | 高村和宏                                                     |
| 動畫角色設計         | 新號靖                      | 高村和宏                    | 高村和宏                    | 高村和宏                    | 高村和宏                    | 高村和宏                                                     |
| 系列構成             | 杉島邦久                    | 戰鬥腳                      | 戰鬥腳                      | 戰鬥腳                      | 戰鬥腳                      | 戰鬥腳                                                       |
| 軍事考證、世界觀設定 | 鈴木貴昭                    | 鈴木貴昭                    | 鈴木貴昭                    | 鈴木貴昭                    | 鈴木貴昭                    | 鈴木貴昭                                                     |
| 副導演               |                             | 八谷賢一                    | 八谷賢一                    | 八谷賢一                    |                             | 高橋秀彌（系列導演）                                         |
| 機械設計             | 村田護郎（槍械）            | 寺尾洋之（兼任機械總作監）  | 寺尾洋之（兼任機械總作監）  | 寺尾洋之（兼任機械總作監）  | 寺尾洋之（兼任機械總作監）  | 鷲尾直廣（涅洛伊）                                           |
| 色彩設計             |                             |                             |                             |                             |                             | 大西峰代                                                     |
| 色彩設計             |                             |                             |                             |                             |                             | 大西峰代                                                     |
| 美術監督             | 佐佐木洋                    | 小倉宏昌                    | 松本浩樹                    | 松本浩樹                    | 市倉敬                      | 伊東廣道                                                     |
| 攝影監督             |                             | 江間常高                    |                             |                             |                             | 松本乃吾                                                     |
| 3D監督               | 下山博嗣                    | 下山博嗣                    | 下山博嗣                    | 下山博嗣                    | 鹽野英光                    | 石井規仁（CG統括監督） 中園麻衣（CG監督） 柴山一生（CG監督） |
| 編輯                 | 肥田文                      | 三嶋章紀                    | 三嶋章紀                    | 三嶋章紀                    | 三嶋章紀                    | 三嶋章紀                                                     |
| 音響監督             | 吉田知弘                    | 吉田知弘                    | 吉田知弘                    | 吉田知弘                    | 吉田知弘                    | 吉田知弘                                                     |
| 音樂                 |                             | 長岡成貢                    | 長岡成貢                    | 長岡成貢                    | 長岡成貢                    | 長岡成貢                                                     |
| 製作人               | 山崎聰 青木隆夫             | 今本尚志                    | 今本尚志                    | 今本尚志                    | 立崎孝史                    | 立崎孝史                                                     |
| 製作人               | 山崎聰 青木隆夫             | 柴田知典 武智恒雄           | 鈴木智子、福田順            |                             | 立崎孝史                    | 立崎孝史                                                     |
| 製作人               | 山崎聰 青木隆夫             | 柴田知典 武智恒雄           | 松嵜義之                    |                             | 立崎孝史                    | 立崎孝史                                                     |
| 製作人               | 山崎聰 青木隆夫             | 原田由佳                    |                             |                             | 立崎孝史                    | 立崎孝史                                                     |
| 製作製作人           |                             |                             | 田村司                      | 田村司                      | 金子逸人                    | 梶田浩司                                                     |
| 製作製作人           |                             |                             | 沼田廣                      |                             | 金子逸人                    | 梶田浩司                                                     |
| 動畫製作             | GONZO                       | GONZO                       | AIC Spirits                 | AIC                         | SILVER LINK.                | david production                                             |
| 製作                 | 強襲魔女製作委員會          | 第501統合戰鬥航空團         | 第501統合戰鬥航空團2010     | 第501統合戰鬥航空團活動寫真 | 第501統合戰鬥航空團2014     | 第501統合戰鬥航空團2020                                      |

#### 主題曲／插曲
第1季
- 片頭曲

作詞：只野菜摘 & 高村和宏，作曲、編曲：宅見将典，歌：石田燿子
- 片尾曲

作詞：只野菜摘，作曲、編曲：橋本由香利，歌：每一集的片尾曲皆由不同角色進行合唱。
| 集數  | 歌手 |
| ----- | --- |
| 01-02 | 宮藤芳佳（福圓美里）&坂本美緒（千葉紗子） |
| 03    | 宮藤芳佳（福圓美里）&莉涅特·畢曉普（名塚佳織） |
| 04    | 宮藤芳佳（福圓美里）&歌爾特露特·巴克霍隆（園崎未惠） |
| 05    | 佛蘭切斯卡·魯基尼（齋藤千和）&夏洛特·E·葉格（小清水亞美） |
| 06    | 桑妮亞·V·利特維亞克（門脇舞以）&艾拉·伊爾瑪塔·尤蒂萊南（仲井繪里香） |
| 07    | 佩琳·克洛斯特曼（澤城美雪）&艾莉卡·哈特曼（野川櫻） |
| 08    | 明娜·迪特琳德·威爾克（田中理惠）&坂本美緒（千葉紗子） |
| 09    | 宮藤芳佳（福圓美里）&佩琳·克洛斯特曼（澤城美雪） |
| 10    | 宮藤芳佳（福圓美里）&明娜·迪特琳德·威爾克（田中理惠） |
| 11    | 坂本美緒（千葉紗子）&佩琳·克洛斯特曼（澤城美雪） |
| 12    | 宮藤芳佳（福圓美里）&坂本美緒（千葉紗子）& 佛蘭切斯卡·魯基尼（齋藤千和）&夏洛特·E·葉格（小清水亞美）& 桑妮亞·V·利特維亞克（門脇舞以）&艾拉·伊爾瑪塔·尤蒂萊南（仲井繪里香）& 佩琳·克洛斯特曼（澤城美雪）&艾莉卡·哈特曼（野川櫻）& 明娜·迪特琳德·威爾克（田中理惠）&歌爾特露特·巴克霍隆（園崎未惠）& 莉涅特·畢曉普（名塚佳織） |

- 插曲（第八話）（翻唱自二次大戰的知名德語歌曲「Lili Marleen」）

日語歌詞：鈴木貴昭，作詞：Hans Leip，作曲：Norbort Schultze，編曲：長岡成貢 歌：明娜·迪特琳德·威爾克（田中理惠）
第2季
- 片頭曲

作詞：高村和宏 & 森浩太，作曲：森浩太，編曲：大堀薰，歌：石田燿子
- 片尾曲《Over Sky》

作詞：深青結希 & 高村和宏，作曲：若林充，編曲：梅堀淳，歌：
| 集數  | 歌手 |
| ----- | --- |
| 01-02 | 宮藤芳佳（福圓美里）& 坂本美緒（） 第一话主唱福圓美里、第二话主唱世戶沙織 |
| 03    | 宮藤芳佳（福圓美里）& 莉涅特·畢曉普（名塚佳織）& 佩琳·克洛斯特曼（澤城美雪） |
| 04    | 歌爾特露特·巴克霍隆（園崎未惠）& 夏洛特·E·葉格（小清水亞美） |
| 05    | 宮藤芳佳（福圓美里）& 佛蘭切斯卡·魯基尼（齋藤千和）& 夏洛特·E·葉格（小清水亞美） |
| 06    | 艾拉·伊爾瑪塔·尤蒂萊南（大橋步夕）& 桑妮亞·V·利特維亞克（門脇舞以） |
| 07    | 明娜·迪特琳德·威爾克（田中理惠）& 歌爾特露特·巴克霍隆（園崎未惠）& 艾莉卡·哈特曼（野川櫻） |
| 08    | 宮藤芳佳（福圓美里）& 莉涅特·畢曉普（名塚佳織） |
| 09    | 坂本美緒（）& 佩琳·克洛斯特曼（澤城美雪） |
| 10    | 艾莉卡·哈特曼（野川櫻）& ハンナ・ユスティーナ・マルセイユ（伊藤静） |
| 11    | 坂本美緒（世戶沙織）& 明娜·迪特琳德·威爾克（田中理惠） |
| 12    | 宮藤芳佳（福圓美里）& 坂本美緒（世戶沙織）& 莉涅特·畢曉普（名塚佳織）& 佩琳·克洛斯特曼（澤城美雪） 明娜·迪特琳德·威爾克（田中理惠） & 歌爾特露特·巴克霍隆（園崎未惠） & 艾莉卡·哈特曼（野川櫻） 佛蘭切斯卡·魯基尼（齋藤千和） & 夏洛特·E·葉格（小清水亞美） & 桑妮亞·V·利特維亞克（門脇舞以） 艾拉·伊爾瑪塔·尤蒂萊南（大橋步夕） |

- 插曲《Sweet Duet (New Version)》

作詞：三浦誠司，作曲・編曲：Funta7，歌：艾拉·伊爾瑪塔·尤蒂萊南（大橋歩夕） & 桑妮亞·V·利特維亞克（門脇舞以）
第6話使用
剧场版
主題歌《約束の空へ 〜私のいた場所〜》
作詞 - 渡部紫緒 / 作曲・編曲 - 坂部剛 / 歌 - 石田燿子&第501統合戦闘航空団with服部静夏
插入曲「ラインの護り」
作詞 - Max Schneckenburger / 日本語詞 - 鈴木貴昭 / 作曲 - Karl Wilhelm / 歌 - ハイデマリー・W・シュナウファー（植田佳奈）
OVA
片头曲《Connect Link》
作詞・作曲 - 石井伸昴 / 編曲 - 草野よしひろ / 歌 - 石田燿子

片尾曲
《Fly Away》（Vol.1）
作詞 - 渡辺徹&BOUNCEBACK / 作曲・編曲 - 渡辺徹 / 歌 - ミーナ・ディートリンデ・ヴィルケ（田中理恵）、エーリカ・ハルトマン（野川さくら）、ゲルトルート・バルクホルン（園崎未恵）
《Fly Beyond》（Vol.2）
作詞 - 渡部紫緒 / 作曲・編曲 - 坂部剛 / 歌 - シャーロット・E・イェーガー（小清水亜美）、フランチェスカ・ルッキーニ（斎藤千和）
「Fly Chronicle」（Vol.3）
作詞 - ミズノゲンキ / 作曲・編曲 - 睦月周平 / 歌 - リネット・ビショップ（名塚佳織）、ペリーヌ・クロステルマン（沢城みゆき）
第3季
- 片頭曲

作詞、作曲、編曲：內海孝彰（TRYTONELABO），歌：石田燿子
- 片尾曲

作詞、作曲：根本優樹，編曲：草野よしひろ（第1－2話、第6－12話）、藤原彩豐/青木康平（第3－5話），歌：每一集的片尾曲皆由不同角色進行合唱。
| 集數 | 歌手                               |
| ---- | ---------------------------------- |
| 1    | 坂本美緒（世戶沙織）               |
| 2    | 艾莉卡·哈特曼（野川櫻）            |
| 3    | 莉涅特·畢曉普（名塚佳織）          |
| 4    | 夏洛特·E·葉格（小清水亞美）        |
| 5    | 佩琳·克洛斯特曼（澤城美雪）        |
| 6    | 歌爾特露特·巴克霍隆（園崎未惠）    |
| 7    | 佛蘭切斯卡·魯基尼（齋藤千和）      |
| 8    | 艾拉·伊爾瑪塔·尤蒂萊南（大橋步夕） |
| 9    | 明娜·迪特琳德·威爾克（田中理惠）   |
| 10   | 服部靜夏（内田彩）                 |
| 11   | 桑妮亞·V·利特維亞克（門脇舞以）    |
| 12   | 宮藤芳佳（福圓美里）               |

- 插曲《Fly Away》（第6話）

作詞：渡辺徹&BOUNCEBACK，作曲、編曲：渡辺徹，歌：明娜·迪特琳德·威爾克（田中理惠）、艾莉卡·哈特曼（野川櫻）、歌爾特露特·巴克霍隆（園崎未惠）
- 插曲（第9話）

作詞：三浦誠司，作曲、編曲：南陽子，歌：明娜·迪特琳德·威爾克（田中理惠）

#### 各話標題
| 話數                  | 日文標題 | 中文標題             | 劇本                       | 分鏡              | 演出              | 作畫監督                                                                                       | 首播日期       |
| 第1季                 | 第1季    | 第1季                | 第1季                      | 第1季             | 第1季             | 第1季                                                                                          | 第1季          |
| --------------------- | -------- | -------------------- | -------------------------- | ----------------- | ----------------- | ---------------------------------------------------------------------------------------------- | -------------- |
| 1                     |          | 魔法少女             | 玉井☆豪 高村和宏           | 八谷賢一          | 加藤顯            | 山川宏治（角色） 寺尾洋之（機械）                                                              | 2008年 7月3日  |
| 2                     |          | 我能做的事           | 玉井☆豪 佐伯昭志           | 佐伯昭志          | 佐伯昭志          | 平田雄三                                                                                       | 7月10日        |
| 3                     |          | 並非獨自一人         | 鈴木貴昭                   | 林宏樹            | 林宏樹            | 佐野陽子                                                                                       | 7月17日        |
| 4                     |          | 謝謝                 | 鈴木貴昭                   | 八谷賢一          | 宮崎修治          | 宮崎修治                                                                                       | 7月24日        |
| 5                     |          | 好快、好大、好柔軟   | 浦畑達彥                   | 西本由紀夫        | 西本由紀夫        | 小谷杏子                                                                                       | 7月31日        |
| 6                     |          | 在一起唷             | 佐伯昭志                   | 佐伯昭志          | 高橋正典          | 山口智                                                                                         | 8月7日         |
| 7                     |          | 涼颼颼的             | 浦畑達彥                   | 八谷賢一          | 玉田博            | 海堂浩幸                                                                                       | 8月14日        |
| 8                     |          | 無法忘記你           | 鈴木貴昭                   | 林宏樹            | 白石道太          | 大河原晴男                                                                                     | 8月21日        |
| 9                     |          | 想要守護的東西       | 佐伯昭志                   | 佐伯昭志          | 祝浩司            | 南伸一郎                                                                                       | 8月28日        |
| 10                    |          | 請相信我             | 鈴木貴昭                   | 西本由紀夫        | 西本由紀夫        | 齋藤雅和                                                                                       | 9月4日         |
| 11                    |          | 朝著天空…            | 浦畑達彥                   | 阪田純一          | 玉田博            | 平田雄三 海老原雅夫                                                                            | 9月11日        |
| 12                    |          | 強襲魔女             | 浦畑達彥                   | 八谷賢一          | 八谷賢一          | 山川宏治（角色） 寺尾洋之（機械）                                                              | 9月18日        |
| 第2季                 |          |                      |                            |                   |                   |                                                                                                |                |
| 1                     |          | 再次飛向天空         | 浦畑達彥                   | 高村和宏 寺尾洋之 | 高島大輔          | 山川宏治（角色） 寺尾洋之（機械）                                                              | 2010年 7月7日  |
| 2                     |          | 傳說的魔女們         | 鈴木貴昭 高村和宏 浦畑達彥 | 林宏樹 寺尾洋之   | 林宏樹            | 倉嶋丈康（角色） 寺尾洋之（機械）                                                              | 7月14日        |
| 3                     |          | 一起能做的事情       | 浦畑達彥                   | 八谷賢一          | 岡尾貴洋          | 山川宏治 志田正 齋藤雅和 香田知樹 齊藤和也                                                     | 7月21日        |
| 4                     |          | 硬的、快的、超強～的 | 佐伯昭志                   | 佐伯昭志          | 高橋正典          | 大河原晴男（角色） 山本周平（角色） 佐藤道雄（角色） 河野悅隆（角色） 志田正（角色）           | 7月28日        |
| 5                     |          | 我的羅馬涅           | 鈴木貴昭                   | 阿蒜晃士          | 玉田博            | 村田涼一（角色）                                                                               | 8月4日         |
| 6                     |          | 比天更高             | 佐伯昭志                   | 佐伯昭志          | 佐伯昭志          | 小島智加（角色） 阿蒜晃士（角色） 服部憲知（角色）                                             | 8月11日        |
| 7                     |          | 爬來爬去             | 浦畑達彥                   | 祝浩司            | 高島大輔          | 矢向宏志（角色） 河野悅隆（角色） 佐藤道雄（角色） 內原茂（角色）                              | 8月18日        |
| 8                     |          | 請給我翅膀           | 鈴木貴昭 高村和宏          | 林宏樹            | 林宏樹            | 小野田將人（角色） 山本周平（角色） 田村正文（角色）                                           | 8月25日        |
| 9                     |          | 架起通向明天的橋     | 浦畑達彥                   | 西本由紀夫        | 西本由紀夫        | 新號靖（角色）                                                                                 | 9月1日         |
| 10                    |          | 500 overs            | 浦畑達彥                   | 祝浩司            | 祝浩司            | 北村友幸（角色） 泉保良輔（角色） 相阪ナオキ（角色）                                           | 9月8日         |
| 11                    |          | 為了我的存在         | 浦畑達彥                   | 佐伯昭志          | 高橋正典          | 田村正文（角色） 山本周平（角色）                                                              | 9月15日        |
| 12                    |          | 跨過天空、朝向永恆   | 浦畑達彥                   | 八谷賢一 林宏樹   | 八谷賢一          | 高村和宏、小島智加 小野田將人、阿蒜晃士 河野悅隆、海堂浩幸 田畑昭、山本週平 田村正文、佐藤道雄 | 9月22日        |
| 第3期《通往柏林之路》 |          |                      |                            |                   |                   |                                                                                                |                |
| 1                     |          | 阿爾卑斯的魔法少女   | 浦畑達彦                   | 高村和宏          | 龜井隆廣          | 佐藤道雄、小野田将人、牛島希                                                                   | 2020年 10月7日 |
| 2                     |          | 強襲魔女結成         | 浦畑達彦                   | 高橋秀弥          | 高橋秀弥          | 柴田和紀、石山正修、野村雅史                                                                   | 10月14日       |
| 3                     |          | 兩個人能做到的事     | 青島崇                     | 久保雄介          | 久保雄介          | 寿夢龍、SHIN HYUNG WOO、横山謙次                                                               | 10月21日       |
| 4                     |          | 200英里的前方        | 築地俊彦                   | 長田伸二          | 長田伸二          | 今田茜、髙阪雅基、石山正修                                                                     | 10月28日       |
| 5                     |          | 尼德蘭女王           | 鈴木貴昭                   | 高橋謙仁          | 高橋謙仁          | 横山謙次、SHIN HYUNG WOO 寿夢龍、柴田和紀                                                      | 11月4日        |
| 6                     |          | 復仇的獵犬           | 浦畑達彦                   | 久保雄介          | 菅原尚            | 牛島希、石山正修、重本和佳子                                                                   | 11月11日       |
| 7                     |          | 彈彈跳跳的           | 青島崇                     | 龜井隆廣          | 龜井隆廣          | 髙阪雅基、今田茜、SHIN HYUNG WOO 寿夢龍、横山謙次                                              | 11月18日       |
| 8                     |          | 濃霧之中             | 村上深夜                   | 川崎芳樹          | 川崎芳樹 龜井隆廣 | 柴田和紀、牛島希、重本和佳子                                                                   | 11月25日       |
| 9                     |          | 明娜的天空           | 築地俊彦                   | 長田伸二          | 長田伸二          | 寿夢龍、石川健太郎、髙阪雅基 SHIN HYUNG WOO                                                    | 12月2日        |
| 10                    |          | 靜夏快回話           | 高橋秀彌                   | 千明孝一          | ラサール菊次郎    | 柴田和紀、髙阪雅基、寿夢龍                                                                     | 12月9日        |
| 11                    |          | 通往柏林之路         | 浦畑達彦                   | 田中春香          | 田中春香          | サトウミチオ、野村雅史 SHIN HYUNG WOO CHA MYOUNG JUN                                           | 12月16日       |
| 12                    |          | 即便如此我也想去守護 | 浦畑達彦                   | 龜井隆廣          | 龜井隆廣          | SHIN HYUNG WOO 柴田和紀、野村雅史 寿夢龍、牛島希 小野田将人、サトウミチオ                      | 12月23日       |

#### 播放電視台
日本深夜動畫：下文記載的日本国内播放時間使用日本標準時間（UTC+9）表示。因為部分時間标识會採用30小时制，因此請留意这类超过24:00的时间，其實際播放時間為翌日清晨。
| 播放地區 | 播放電視台     | 播放日期                | 播放時間                  | 電視網                |
| 第1季    | 第1季          | 第1季                   | 第1季                     | 第1季                 |
| -------- | -------------- | ----------------------- | ------------------------- | --------------------- |
| 福井縣   | 福井電視台     | 2008年7月3日－9月18日   | 星期四 25時20分－25時50分 | 富士電視網            |
| 埼玉縣   | 埼玉電視台     | 2008年7月3日－9月18日   | 星期四 25時30分－26時00分 | 獨立UHF局             |
| 奈良縣   | 奈良電視台     | 2008年7月3日－9月18日   | 星期四 25時30分－26時00分 | 獨立UHF局             |
| 千葉縣   | 千葉電視台     | 2008年7月3日－9月18日   | 星期四 26時30分－27時00分 | 獨立UHF局             |
| 京都府   | 京都放送       | 2008年7月4日－9月19日   | 星期五 26時00分－26時30分 | 獨立UHF局             |
| 長野縣   | 信越放送       | 2008年7月4日－9月19日   | 星期五 27時00分－27時30分 | TBS系列               |
| 岐阜縣   | 岐阜放送       | 2008年7月5日－9月20日   | 星期六 25時15分－25時45分 | 獨立UHF局             |
| 神奈川縣 | 神奈川電視台   | 2008年7月5日－9月20日   | 星期六 27時30分－28時00分 | 獨立UHF局             |
| 群馬縣   | 群馬電視台     | 2008年7月6日－9月21日   | 星期日 25時30分－26時00分 | 獨立UHF局             |
| 兵庫縣   | SUN電視台      | 2008年7月7日－9月22日   | 星期一 26時10分－26時40分 | 獨立UHF局             |
| 東京都   | 東京都會電視台 | 2008年7月7日－9月22日   | 星期一 27時00分－27時30分 | 獨立UHF局             |
| 三重縣   | 三重電視台     | 2008年7月7日－9月22日   | 星期一 27時00分－27時30分 | 獨立UHF局             |
| 福岡縣   | TVQ九州放送    | 2008年7月9日－9月24日   | 星期三 27時38分－28時08分 | 東京電視網            |
| 熊本縣   | 熊本放送       | 2008年7月14日－9月29日  | 星期一 26時25分－26時55分 | TBS系列               |
| 日本全國 | BS日視         | 2008年7月28日－10月20日 | 星期一 27時30分－28時00分 | 日本電視系 （BS放送） |
| 第2季    |                |                         |                           |                       |
| 埼玉縣   | 埼玉電視台     | 2010年7月7日－9月22日   | 星期三 25時30分－26時00分 | 独立UHF局             |
| 東京都   | 東京都會電視台 | 2010年7月8日－9月23日   | 星期四 26時00分－26時30分 | 独立UHF局             |
| 愛知縣   | 愛知電視台     | 2010年7月9日－9月24日   | 星期五 25時58分－26時28分 | 東京電視網            |
| 日本全國 | BS日視         | 2010年7月9日－9月24日   | 星期五 27時00分－27時30分 | 日本電視系 （BS放送） |
| 日本全國 | NICONICO動畫   | 2010年7月10日－9月25日  | 星期六 12時00分更新       | 網路電視              |
| 神奈川縣 | 神奈川電視台   | 2010年7月10日－9月25日  | 星期六 25時00分－25時30分 | 独立UHF局             |
| 福岡縣   | TVQ九州放送    | 2010年7月11日－9月26日  | 星期日 26時30分－27時00分 | 東京電視網            |
| 千葉縣   | 千葉電視台     | 2010年7月12日－9月27日  | 星期一 25時30分－26時00分 | 独立UHF局             |
| 兵庫縣   | SUN電視台      | 2010年7月12日－9月27日  | 星期一 25時40分－26時10分 | 独立UHF局             |

### 無畏魔女

#### 製作人員
- 原作：島田文金&Projekt World Witches
- 導演、角色設計：高村和宏
- 角色原案：島田文金
- 系列構成：戰鬥腳
- 軍事考證、世界觀設定：鈴木貴昭
- 涅洛伊設計：出雲重機
- 道具設計：
- 槍械、機械設計：常木志伸
- 特效作畫監督：酒井智史
- 美術設定：坂本龍
- 美術監督：大西穰
- 色彩設計：水本志保
- 攝影監督：廣岡岳
- 3DCG監督：須藤悠
- 編輯：三嶋章紀
- 音響監督：吉田知弘
- 音樂：長岡成貢
- 音樂製作：日本古倫美亞
- 音樂製作人：植村俊一
- 製作人：立崎孝史
- 動畫製作人：中川二郎
- 動畫製作：SILVER LINK.
- 製作：第502統合戰鬥航空團2016（KADOKAWA、SILVER LINK.、KLOCKWORX、日本古倫美亞、Glovision、Sony PCL、角川Media House、三洋物產）

#### 主題曲／插曲
片头曲《アシタノツバサ》
作詞 - Mio Aoyama / 作曲・編曲 - 堀江晶太 / 歌 - 石田燿子
片尾曲《LITTLE WING ～Spirit of LINDBERG～》
作詞 - 渡瀬マキ / 作曲 - 川添智久 / 編曲 - 岡野裕次郎 / 歌 -
| 集數 | 歌手 |
| ---- | --- |
| 1    | 雁淵ひかり（加隈亜衣） & 雁淵孝美（末柄里恵） |
| 2    | 雁淵孝美（末柄里恵） & 雁淵ひかり（加隈亜衣） |
| 3    | 雁淵ひかり（加隈亜衣） & ニッカ・エドワーディン・カタヤイネン（高森奈津美） & 管野直枝（村川梨衣） |
| 4    | エディータ・ロスマン（五十嵐裕美） & 雁淵ひかり（加隈亜衣） |
| 5    | 下原定子（水谷麻鈴） & ジョーゼット・ルマール（照井春佳） |
| 6    | アレクサンドラ・I・ポクルイーシキン（原由実） & ニッカ・エドワーディン・カタヤイネン（高森奈津美） |
| 7    | ニッカ・エドワーディン・カタヤイネン（高森奈津美） & 雁淵ひかり（加隈亜衣） |
| 8    | ヴァルトルート・クルピンスキー（石田嘉代）& 管野直枝（村川梨衣）& ニッカ・エドワーディン・カタヤイネン（高森奈津美） |
| 9    | 管野直枝（村川梨衣）& 雁淵ひかり（加隈亜衣） |
| 10   | グンドュラ・ラル（佐藤利奈） & 雁淵孝美（末柄里恵）& 雁淵ひかり（加隈亜衣） |
| 11   | 雁淵孝美（末柄里恵）& 管野直枝（村川梨衣）& ニッカ・エドワーディン・カタヤイネン（高森奈津美）& ヴァルトルート・クルピンスキー（石田嘉代）& アレクサンドラ・I・ポクルイーシキン（原由実） & ジョーゼット・ルマール（照井春佳）& 下原定子（水谷麻鈴）& エディータ・ロスマン（五十嵐裕美）& グンドュラ・ラル（佐藤利奈）                          |
| 12   | 雁淵ひかり（加隈亜衣） & 雁淵孝美（末柄里恵）& 管野直枝（村川梨衣）& ニッカ・エドワーディン・カタヤイネン（高森奈津美）& ヴァルトルート・クルピンスキー（石田嘉代）& アレクサンドラ・I・ポクルイーシキン（原由実） & ジョーゼット・ルマール（照井春佳）& 下原定子（水谷麻鈴）& エディータ・ロスマン（五十嵐裕美）& グンドュラ・ラル（佐藤利奈） |

#### 各話標題
| 話數 | 日文標題 | 中文標題            | 劇本     | 分鏡         | 演出     | 作畫監督 | 首播日期       |
| ---- | -------- | ------------------- | -------- | ------------ | -------- | --- | -------------- |
| 1    |          | 佐世保的魔法少女？  | 浦畑達彥 | 高村和宏     | 立仙裕俊 | 福地友樹、塚本步 崎口沙織、藤井文乃                                                                               | 2016年 10月5日 |
| 2    |          | 展翅吧白鴴          | 浦畑達彥 | 錦織博       | 日下直義 | 泉美紗子、吉岡敏幸 大橋圭、松岡秀明 森悅史、今田茜 小林真平                                                       | 10月12日       |
| 3    |          | 第502統合戰鬥航空團 | 鈴木貴昭 | 黑川智之     |          | 北原大地、齊藤佳子                                                                                                | 10月19日       |
| 4    |          | 想戰鬥，就要變強！  | 鈴木貴昭 |              | 池端隆史 | 吉田和歌子、富田佳亨 栗西祐輔、坂本麻衣 、福地友樹 島田英明、片山敬介 Studio Giants                               | 11月2日        |
| 5    |          | 極寒的死鬥          | 村上深夜 | 二瓶勇一     | 立仙裕俊 | 櫻井司、緒方厚 平山剛士、森悅史 小川一郎、宇島隆太 田村正文                                                       | 11月9日        |
| 6    |          | 召喚好運            | 青島崇   | 竹之內和久   | 西村大樹 | 服部憲知、高田三郎                                                                                                | 11月16日       |
| 7    |          | 神聖之夜            | 浦畑達彥 | 日下直義     | 日下直義 | 今田茜、泉美紗子 井上美香、加藤久美子 片山敬介、野本正幸                                                          | 11月23日       |
| 8    |          | 為你的眼眸乾杯      | 鈴木貴昭 | 新留俊哉     | 則座誠   | 、三好智志 平山剛士、富田佳亨 栗西祐輔、吉田和歌子 神戶洋行、藤井文乃 Studio Giants                               | 11月30日       |
| 9    |          | 破壞魔女            | 鈴木貴昭 |              | 高島大輔 | 北原大地、齊藤佳子                                                                                                | 12月7日        |
| 10   |          | 姐姐與妹妹。        | 青島崇   | 西田正義     | 前園文夫 | 保村成、宇島隆太 久保山陽子、荒木詩織 富田泰弘、島崎望 服部憲治、宇佐美萌 染谷友梨花、瀧川和男 石田啟一、橋本聰之 | 12月14日       |
| 11   |          | 不試試看怎麼知道    | 浦畑達彥 | 橘秀樹       | 橘秀樹   | 、三好智志 塚本步、平山剛士 富田佳亨、栗西祐輔 神戶洋行、藤井文乃 片山敬介、森悅史                                | 12月21日       |
| 12   |          | 光芒乍現…           | 浦畑達彥 | 日下直義     | 日下直義 | 泉美紗子、加藤久美子 野本正幸、佐佐木萌                                                                           | 12月28日       |
| 13   |          | 彼得堡大戰略        | 青島崇   | どじゃがげん | 日下直義 | 野本正幸、五味伸介 平山剛士、片山敬介                                                                             | 不適用         |

#### 播放電視台
日本深夜動畫：下文記載的日本国内播放時間使用日本標準時間（UTC+9）表示。因為部分時間标识會採用30小时制，因此請留意这类超过24:00的时间，其實際播放時間為翌日清晨。
| 播放地區 | 播放電視台  | 播放日期              | 播放時間                         | 電視網     |
| -------- | ----------- | --------------------- | -------------------------------- | ---------- |
| 東京都   | TOKYO MX    | 2016年10月5日－       | 星期三 25:35－26:05              | 獨立UHF局  |
| 京都府   | KBS京都     | 2016年10月7日－       | 星期五 25:35－26:05              | 獨立UHF局  |
| 埼玉县   | 琦玉电视台  | 2016年10月9日－       | 星期日 24:30－25:00              | 獨立UHF局  |
| 千叶县   | 千叶电视台  | 2016年10月9日－       | 星期日 24:30－25:00              | 獨立UHF局  |
| 神奈川县 | tvk         | 2016年10月9日－       | 星期日 24:30－25:00              | 獨立UHF局  |
| 日本全国 | BS11        | 2016年10月10日－      | 星期一 24:30－25:00              | BS卫星播放 |
| 福冈县   | TVQ九州放送 | 2016年10月11日－      | 星期二 27:05－27:35              | 東京電視網 |
| 兵库县   | SUN電視台   | 2016年10月12日－      | 星期三 26:00－26:30              | 獨立UHF局  |
| 日本全国 | AT-X        | 2016年10月17日－      | 星期二 24:00－24:30              | CS卫星播放 |
| 香港     | Animax      | 2017年6月7日－6月14日 | （UTC+8）星期一至五 18:30－19:30 |            |

### 聯盟空軍航空魔法音樂隊 光輝魔女

#### 製作人員
- 原作：島田文金&Projekt World Witches
- 企劃：菊池剛、工藤大丈
- 導演：佐伯昭志
- 副導演：春藤佳奈
- 系列構成：佐伯昭志、東冨耶子
- 魔女系列文藝：村上深夜
- 角色原案：島田文金
- 角色設計：潮月一也
- 總作畫監督：潮月一也、高野晃久
- 主動畫師：清水祐實、關口渚、小森良、澀谷勤
- 使魔設計：大高美奈
- 美術監督：細井友保
- 美術設定：高橋武之
- 色彩設計：日比野仁
- 攝影監督：江上怜
- CG監督：永源一樹、島久登
- 編輯：松原理惠
- 音響監督：長崎行男
- 音樂：藤澤慶昌
- 音樂製作人：若林豪
- 音樂製作：KADOKAWA
- 執行製作人：田中翔、里見治紀、安藤晃義、山崎明日香、松村俊輔、篠崎文彥、岡本敦行、久保田曉、廣澤二郎
- 製作人：藤原利紀、德村憲一、柴山智步、深谷成輝、近藤一仁、有水宗治郎、卯月美穗、丸山創、大久保明子
- 動畫製作人：安田孝一
- 動畫製作：SHAFT
- 製作：聯盟空軍航空魔法音樂隊2021（KADOKAWA、SHAFT、颯美、DOCOMO動畫商城、AT-X、DeNA、角川Media House、Production Ace、BS日本、愛知電視台）

#### 主題曲／插曲
片頭曲《WONDERFUL WORLD》
作詞：yura，作曲、編曲：、橘亮祐，主唱：光輝魔女
片尾曲
作詞：yura，作曲、編曲：、橘亮祐，主唱：
| 集數 | 歌手                                                                                        |
| ---- | ------------------------------------------------------------------------------------------- |
| 1    | -                                                                                           |
| 2    | 維金妮亞·羅伯森（鳴海舞）、澀谷祈（細川美菜子）                                             |
| 3    | 柳德米菈·安德烈夫那·魯斯蘭諾娃（藍本亞美）、艾拉·佩威奇·林那瑪（真宮涼）                    |
| 4    | 艾拉·佩威奇·林那瑪（真宮涼）、艾雷歐諾爾·喬凡納·蓋西恩（都月彩楓）                          |
| 5    | 希爾薇·卡里耶羅（吉北梨乃）、喬安娜·伊莉莎白·史塔弗德（豆咲りお）                           |
| 6    | 瑪麗亞·馬格達雷涅·迪特里希（古仲可奈）、瑪娜伊雅·馬達瓦拉·哈特（結木美咲）                  |
| 7    | 維金妮亞·羅伯森（鳴海舞）、澀谷祈（細川美菜子）、柳德米菈·安德烈夫那·魯斯蘭諾娃（藍本亞美） |
| 8    | 瑪麗亞·馬格達雷涅·迪特里希（古仲可奈）、喬安娜·伊莉莎白·史塔弗德（豆咲りお）                |
| 9    | 希爾薇·卡里耶羅（吉北梨乃）、瑪娜伊雅·馬達瓦拉·哈特（結木美咲）                             |
| 10   | 維金妮亞·羅伯森（鳴海舞）、艾雷歐諾爾·喬凡納·蓋西恩（都月彩楓）                             |
| 11   | 光輝魔女                                                                                    |
| 12   | -                                                                                           |

插曲
| 曲名 | 歌手                                                                                              | 作詞 | 作曲                         | 編曲                         | 使用          |
| --- | ------------------------------------------------------------------------------------------------- | --- | ---------------------------- | ---------------------------- | ------------- |
| | 維金妮亞·羅伯森（鳴海舞）                                                                         | 井筒日美 | TRADITIONAL                  | manzo                        | 第1話         |
| 澀谷祈（細川美菜子） 維金妮亞·羅伯森（鳴海舞） 柳德米菈·安德烈夫那·魯斯蘭諾娃（藍本亞美） 瑪麗亞·馬格達雷涅·迪特里希（古仲可奈） 希爾薇·卡里耶羅（吉北梨乃） 瑪娜伊雅·馬達瓦拉·哈特（結木美咲） 喬安娜·伊莉莎白·史塔弗德（豆咲りお） | 第2話                                                                                             | 井筒日美 | TRADITIONAL                  | manzo                        |               |
| 古蕾斯·梅蘭多·史都華德（小松未可子） | 第12話                                                                                            | 井筒日美 | TRADITIONAL                  | manzo                        |               |
| | 維金妮亞·羅伯森（鳴海舞） 柳德米菈·安德烈夫那·魯斯蘭諾娃（藍本亞美） 艾拉·佩威奇·林那瑪（真宮涼） | 井筒日美 | manzo                        | manzo                        | 第3話         |
| 艾拉·佩威奇·林那瑪（真宮涼） 艾雷歐諾爾·喬凡納·蓋西恩（都月彩楓） | 第4話                                                                                             | 井筒日美 | manzo                        | manzo                        |               |
| | 第4話                                                                                             | 維金妮亞·羅伯森（鳴海舞） 澀谷祈（細川美菜子） 柳德米菈·安德烈夫那·魯斯蘭諾娃（藍本亞美） 瑪麗亞·馬格達雷涅·迪特里希（古仲可奈） 希爾薇·卡里耶羅（吉北梨乃） 瑪娜伊雅·馬達瓦拉·哈特（結木美咲） 喬安娜·伊莉莎白·史塔弗德（豆咲りお） | TRADITIONAL 譯詞：大和田建樹 | TRADITIONAL 譯詞：大和田建樹 | 多ヶ谷樹      |
| | 光輝魔女                                                                                          | yura | KOUGA                        | KOUGA                        | 第4話、第12話 |
| | 希爾薇·卡里耶羅（吉北梨乃） 喬安娜·伊莉莎白·史塔弗德（豆咲りお）                                  | 深川琴美 | 原田篤                       | 原田篤                       | 第5話         |
| | 瑪麗亞·馬格達雷涅·迪特里希（古仲可奈） 瑪娜伊雅·馬達瓦拉·哈特（結木美咲）                         | 磯谷佳江 | Honoka                       | Honoka                       | 第6話         |
| | 維金妮亞·羅伯森（鳴海舞） 澀谷祈（細川美菜子） 柳德米菈·安德烈夫那·魯斯蘭諾娃（藍本亞美）         | 深川琴美 | 伊藤和馬                     | 伊藤和馬                     | 第7話         |
| | 柳德米菈·安德烈夫那·魯斯蘭諾娃（藍本亞美） 艾拉·佩威奇·林那瑪（真宮涼）                           | 井筒日美 | 多ヶ谷樹                     | 不適用                       | 第8話         |
| | 光輝魔女                                                                                          | yura | 新田目駿                     | 新田目駿                     | 第9話         |
| | 光輝魔女                                                                                          | yura | 如月結愛                     | 如月結愛                     | 第12話        |
| Flying Skyhigh | 光輝魔女                                                                                          | おぐらあすか | おぐらあすか                 | おぐらあすか                 | 第12話        |

#### 各話標題
| 話數   | 日文標題 | 中文標題                     | 劇本     | 分鏡                       | 演出              | 作畫監督                                                          | 首播日期      |
| ------ | -------- | ---------------------------- | -------- | -------------------------- | ----------------- | ----------------------------------------------------------------- | ------------- |
| 第1話  |          | WONDERFUL WORLD -初次見面-   | 佐伯昭志 | 佐伯昭志                   | 佐伯昭志 春藤佳奈 | 浅井昭人、高野晃久 崎本小百合                                     | 2022年 7月3日 |
| 第2話  |          | 永恆的歸宿                   | 佐伯昭志 | 佐伯昭志                   | 松村幸治          | 清水勝祐、細田沙織 浅井昭人、鮫島壽志                             | 7月10日       |
| 第3話  |          | 溫柔的燈火                   | 佐伯昭志 | 春藤佳奈                   | 加藤顯            | 清水勝祐、鮫島壽志 和田賢人、關口渚 綾部美穗                      | 7月17日       |
| 第4話  |          | 一起來唱歌吧                 | 森悠     | 春藤佳奈                   | 春藤佳奈          | 淺井昭人、細田沙織                                                | 7月24日       |
| 第5話  |          | 純白的緞帶                   | 山崎莉乃 | 德野雄士 佐伯昭志 春藤佳奈 | 白石道太          | 淺井昭人、澀谷勤 細田沙織                                         | 7月31日       |
| 第6話  |          | 夢色飛機雲                   | 春藤佳奈 | 春藤佳奈                   | 松村幸治          | 清水勝祐、和田賢人 關口渚、淺井昭人 鮫島壽志、綾部美穗            | 8月7日        |
| 第7話  |          | 太陽的理由                   | 佐伯昭志 | 佐伯昭志                   | 加藤顯            | 淺井昭人、和田賢人 清水勝祐、鮫島壽志 細田沙織、關口渚 、綾部美穗 | 8月21日       |
| 第8話  |          | 不會忘記那些日子             | 山崎莉乃 | 川畑喬 佐伯昭志            | 宮本幸裕          | 淺井昭人、關口渚 細田沙織、和田賢人 綾部美穗、清水勝祐            | 8月28日       |
| 第9話  |          | 繁星與共                     | 森悠     | 佐伯昭志                   | 白石道太          | 清水勝祐、細田沙織 和田賢人、綾部美穗 鮫島壽志、關口渚 淺井昭人、 | 9月4日        |
| 第10話 |          | 故鄉的天空                   | 森悠     | 春藤佳奈                   | 春藤佳奈          | 清水勝祐、細田沙織 和田賢人、綾部美穗 鮫島壽志、關口渚 淺井昭人、 | 9月11日       |
| 第11話 |          | 我和大家的歌                 | 森悠     | 川畑喬 佐伯昭志            | 松村幸治          | 清水勝祐、細田沙織 和田賢人、綾部美穗 鮫島壽志、關口渚 淺井昭人、 | 9月18日       |
| 第12話 |          | 大家的世界 及 Flying Skyhigh | 山崎莉乃 | 佐伯昭志                   | 佐伯昭志          | 淺井昭人、 綾部美穗、和田賢人 鮫島壽志、細田沙織 清水勝祐         | 9月25日       |

## 相關CD
發售、販售公司：古倫美亞音樂娛樂
角色歌曲
- 強襲魔女 秘之歌收藏1 宮藤芳佳&坂本美緒（2009年3月18日發售）
- 強襲魔女 秘之歌收藏2 桑妮亞・V・利特維亞克&艾拉・伊爾瑪塔・尤蒂萊南（2009年3月18日發售）
- 強襲魔女 秘之歌收藏3 明娜・迪特琳德・威爾克&艾莉卡・哈特曼&歌爾特露特・巴克霍隆（2009年4月1日發售）
- 強襲魔女 秘之歌收藏4 宮藤芳佳&莉涅特・畢曉普&佩琳・克洛斯特曼（2009年4月1日發售）
- 強襲魔女 秘之歌收藏5 佛蘭切斯卡・魯基尼&夏洛特・E・葉格（2009年4月15日發售）

原聲帶
- 強襲魔女 原作．原聲帶（2008年9月24日發售）
- 強襲魔女2 原作．原聲帶（2010年9月22日發售）

## 小說版

### 索穆斯沒人要中隊
角川Sneaker文庫發售。作者山口昇，封面繪者島田文金，本文插畫上田梯子。
相對於動畫版描述大戰後期（1944年－1945年）的西部戰線，本系列以大戰初期（1939年－1940年）的北歐索穆斯攻防戰為故事舞台。
1. 一卷 奮戰的索穆斯沒人要中隊（2006年10月1日發售、ISBN 978-4-04-424605-1）
2. 二卷 戀愛中的索穆斯沒人要中隊（2007年3月1日發售、ISBN 978-4-04-424606-8）
3. 三卷 飛散的索穆斯沒人要中隊（2008年7月1日發售、ISBN 978-4-04-424607-5）
4. 四卷（副標題、發售日不明）[21]

注：山口昇於2013年4月4日因癌症去世。

### 乙女之卷
角川Sneaker文庫發售。作者南房秀久。繪者島田文金、上田梯子。
與動畫版相同舞台、時間的故事。補充「STRIKE WITCHES」未能在動畫版提及的另一種樣貌，以及她們與基地周遭居民的交流情形。
1. 乙女之卷（2008年8月1日發售、ISBN 978-4-04-473901-0）
2. 乙女之卷2（2009年3月1日發售、ISBN 978-4-04-473902-7）
3. 乙女之卷3（2009年8月1日發售、ISBN 978-4-04-473903-4）
4. 乙女之卷4（2010年6月30日發售、ISBN 978-4-04-473904-1）

### 強襲魔女2
角川Sneaker文庫發售。作者南房秀久。繪者島田文金、京極伸。
動畫版第2期的小說。與前作一樣除了追加原作插曲外，一部份插曲是芳佳和其他主要角色以外登場人物的觀點。
1. 傳說的魔女們（2010年9月1日發售、ISBN 978-4-04-473905-8）
2. 比天空更永遠（2010年9月30日發售、ISBN 978-4-04-473906-5）

## 漫畫版

### 強襲魔女 蒼空的少女們
於《Comp-Ace》Vol.3（2005年9月26日發售）連載至Vol.5（2006年1月26日發售）。作者。
預定以扶桑皇國本土為舞台，描繪與飛行腳開發相關的新人魔女們的活躍。然而因為與角川書店的方針不一致，僅連載到第3回即被腰斬。

### 強襲魔女 天空的少女們
於Comp-Ace月刊2008年3月號（1月25日發售）開始連載。作者。　
以「2008 STRIKE AGAIN!」「2008再開始！」的口號，隨動畫版企畫的進行開始連載。內容是宮藤芳佳以魔女候補生身份，在橫須賀接受訓練，直接加入「STRIKE WITCHES」的平行世界作品。
1. 2008年7月26日發售、ISBN 978-4-04-715083-6
2. 2008年12月20日發售、ISBN 978-4-04-715152-9

### 強襲魔女 與妳相繫之空
於娘TYPE Vol.3至Vol.10連載。作者。　
動畫版第2期的企劃進行時開始連載。內容是第1期接著第2期的故事，描述501部隊解散之後在各地落的魔女。
1. 2010年9月25日發售、ISBN 978-4-04-715539-8

### 強襲魔女零 1937 扶桑海事變
於娘TYPE Vol.13連載，作者。以扶桑海事變前後的扶桑皇國家為舞台描述美緒的過去。

### 強襲魔女 公式漫畫同人誌
由月刊Comp Ace編輯部編輯的官方漫畫選集。第2卷副題是～一起能做的事情～。
1. 2010年9月25日發售、ISBN 978-4-04-715524-4
2. 2011年2月26日發售、ISBN 978-4-04-715627-2

## 同人誌

### 阿非利加的魔女 Witch in Africa
2008年8月發行。島田文金、鈴木貴昭、野上武志三人合著，猶如半公式作品的存在。
以阿非利加戰線的王牌「阿非利加之星」漢娜·尤絲緹娜·馬爾塞尤中尉的活躍為主題，收錄漫畫與小說。另外也記載了動畫未曾描述的一部份世界設定。
本書內容原本預定收錄在動畫版DVD所附的小冊子中，卻因頁數縮減而未能出現，便改以同人誌的形式發行。
阿非利加的魔女
野上武志的漫畫。1942年，以北阿非利加的哈法雅隘口作為舞台，描繪動畫中未能描述的「男人們的戰鬥」。
阿非利加之星
鈴木貴昭的小說。主角是前軍人的戰地記者，描述地中海至北阿非利加的阿非利加戰線，以及「阿非利加之星」馬爾塞尤中尉。

### 沙漠之虎 Tiger in Desert
2008年12月發行。
沙漠之虎
野上武志的漫畫。以阿非利加戰線為舞台，描繪步行腳試作型「Tiger」開發團隊奮鬥的模樣。
阿非利加之星 鷲與月亮與太陽
鈴木貴昭的小說。「阿非利加之星」的續篇。描述戰地記者加東圭子，結束馬爾塞尤的採訪之後，決定再度飛上天空、直到回歸現役的期間所引起的騷動。

### 沙漠之虎　後編 Tiger in Desert vol.2
2009年8月發行。
沙漠之虎
野上武志的漫画。延續前作，描繪馬爾塞尤和「Tiger」開發團隊的活躍。
阿非利加之星　貓頭鷹之晨
鈴木貴昭的小説。由加藤圭子的觀點，描述扶桑魔女稻垣真美的奮鬥。

### 斯芬克斯的魔女 VOL.01 THE WITCHES OF THE SPHINX
2010年4月發行。
三將軍與扶桑魔女
野上武志的漫畫。描繪聯合軍三將軍的內部糾紛，以及在此狀況下仍與涅洛伊戰鬥的魔女們的活躍。
暴風雨前
鈴木貴昭的小說。描述以馬爾塞尤的提案為發端，直到完成「阿非利加」部隊徽章的過程。

### 斯芬克斯的魔女 VOL.02 THE WITCHES OF THE SPHINX VOL.02
2010年8月發行。
在露天市場用水菸
野上武志的漫畫。描繪以「阿非利加」部隊為主的魔女們，為保護開羅市民而奮鬥的模樣。
沙漠夜之夢
鈴木貴昭的小說。以當事人觀點描述「阿非利加」隊長加東圭子的過去。

### 斯芬克斯的魔女 VOL.03 THE WITCHES OF THE SPHINX VOL.03
2011年5月發行。
致夏洛特的禮物
野上武志的漫畫。以蘇伊士運河奪回作戰「斯芬克斯」為背景，描繪夏洛特等人對「家族」的思念。
沙上的不死鳥
鈴木貴昭的小說。描述馬爾塞尤失去使魔的故事。

## 互聯網

### 世界機械化航空步兵系列
刊登在島田文金的網頁「digital bs tuners」。

## 電腦遊戲
以下的4個作品已經發售。
- 強襲魔女 -蒼空閃電戰 新隊長的奮鬥！-（羅素、任天堂DS、模擬遊戲，2009年11月26日發售）

以動畫第1期為時間軸，因為戰鬥隊長的研修所以501JFW加入竹井醇子為主角。
- 強襲魔女 -與你同行 A Little Peaceful Days-（羅素、PlayStation 2、冒險遊戲，2010年5月27日發售）

以動畫第1期為時間軸，在無人島進行野外演習的501JFW在兩星期的演習期間與魔女共同度過每一天。諏訪天姬和中島錦亦會登場。
- 強襲魔女 白銀之翼（CyberFront、Xbox 360、射擊遊戲，2010年7月29日發售）

描述動畫第1期的最終回之間2星期的空白期部份。
501JFW的解散後，由於為了將機械材料交到504JFW而遇到航空母艦天城的芳佳等人、追擊突然出現的涅洛伊（異形軍）。竹井醇子、中島錦也作為能夠使用的角色參戰。
- 強襲魔女2 治癒·恢復·軟綿綿（角川書店、任天堂DS、冒險遊戲，2010年10月21日發售）

以動畫第2期為時間軸，描述新的501JFW基地的魔女的奮鬥。芳佳進行治療魔法強化訓練的故事帶來的肌膚接觸為遊戲的主軸。
有504JFW的紅褲隊三人組登場。紅褲隊是19世紀貢獻在意大利王国統一的朱塞佩·加里波底率領千人隊（紅衫隊）為主。
- 強襲魔女 白銀之翼（角川書店、PlayStation Portable、射擊遊戲，2012年6月28日發售）

Xbox 360在2010年7月29日發售的移植版。